# Грицман, Андрей Юрьевич
Андре́й Ю́рьевич Гри́цман (род. 26 февраля 1947, Москва) — русский и американский поэт, эссеист, переводчик, редактор международного журнала поэзии «Интерпоэзия», издающегося в электронном виде на русском языке.

## Биография
Родился в 1947 году в Москве в семье врачей. Окончил Первый медицинский институт имени Сеченова в Москве. Кандидат медицинских наук.
С 1981 года живёт в США, работает врачом.
Пишет на русском и английском языках.
В 1998 году закончил программу литературного факультета Университета Вермонта и получил степень магистра искусств (2-я учёная степень) по американской поэзии.
Публикуется в России в журналах «Октябрь», «Новый мир», «Дети Ра», «Арион», «Вестник Европы», «Новая Юность», на сайтах «Вавилон», «Сетевая словесность»; за рубежом: «Новый журнал», «СЛОВО-WORD», «Иерусалимский журнал», «Зарубежные записки», «Крещатик» (Германия) и других периодических изданиях.
Стихи А. Ю. Грицмана включены в антологию русской зарубежной поэзии «Освобождённый Улисс», в англоязычные антологии «Crossing Centuries» (New Russian Poetry), «Voices from the Frost Place», «Modern Poetry in Translation» (UK).
Является основателем и главным редактором антологии «Stranger at Home. American Poetry with an Accent» (Чужой дома. Американская поэзия «с акцентом»).
Поэзия и эссеистика А. Ю. Грицмана на английском языке печатается в американской, британской, ирландской, новозеландской периодике: «Richmond Review» (London, UK), «Manhattan Review», «New Orleans Review», «Notre Dame Review», «Denver Quarterly» и других изданиях.
Член Российского и Американского ПЕН-клубов; в 2005 году вошёл в шорт-лист премии по поэзии Американского ПЕН-Клуба; был номинирован на премию по литературе «Pushcart Prize». Лауреат премии журнала «Дети Ра» за 2015 год.
Стихи А. Ю. Грицмана переведены на несколько европейских языков.

## Отзывы о творчестве
Стихи Андрея Грицмана не имеют очевидных предтеч. Он сам изобрел самолет, на котором поднялся в небо поэзии. Напряженный лиризм и изысканная наблюдательность — вот первые качества его поэтического мира. Андрей Грицман живет в Нью-Йорке, но по сути принадлежит литературе метрополии. Нас разделяет океан, но сближает его талант и общий поток творческих поисков.
Евгений Рейн
Ностальгическая тема перерастает в космополитический взгляд на судьбы мира и живущего в нем человека. …мы становимся, возможно, свидетелями нового поэтического феномена: возникновения не эмигрантской, а именно русской зарубежной словесности.
Алексей Алёхин
Вид с моста, в отличие от вида с обычной дороги, предполагает два горизонта, а путь по нему с большей очевидностью пролегает в обе стороны и потому словно бы теряет свойство безвозвратности, а река, над которой он проходит, из заурядной реки забвения превращается в реку памяти. Книга А. Грицмана воистину стоит на реке.
Владимир Гандельсман, о книге «Вид с моста»
Тут самое главное — душа, ее непрерывное хождение, брожение, скитание и, наконец, мудрение. А сам поэт подобен, конечно, Улиссу, вновь и вновь преодолевающему препятствия (реальные и вымышленные) на пути к самому себе.
Владимир Гандельсман, из рецензии на книгу «Вариации на тему» журнала «Читаем вместе»
Здесь перед нами в меньшей степени притча, нежели исповедь, субъект не прячется за некоторой маской из вертепа, но явлен и подчеркнут. При этом сам строй стиха, гораздо более строг… Возможно, стёртая в русском синодальном переводе личностность библейского высказывания (на недостаточность разнообразия русских переводов Писания почти что «между строк» обращает внимание Грицман в предисловии к книге) в стихах Грицмана проступает с особой силой — при том, что особенно важно, в первую очередь в стихах, непосредственно соотнесенных с библейским текстом:
Данила Давыдов, из рецензии на книгу «Библейские стихи»